# 护城河街

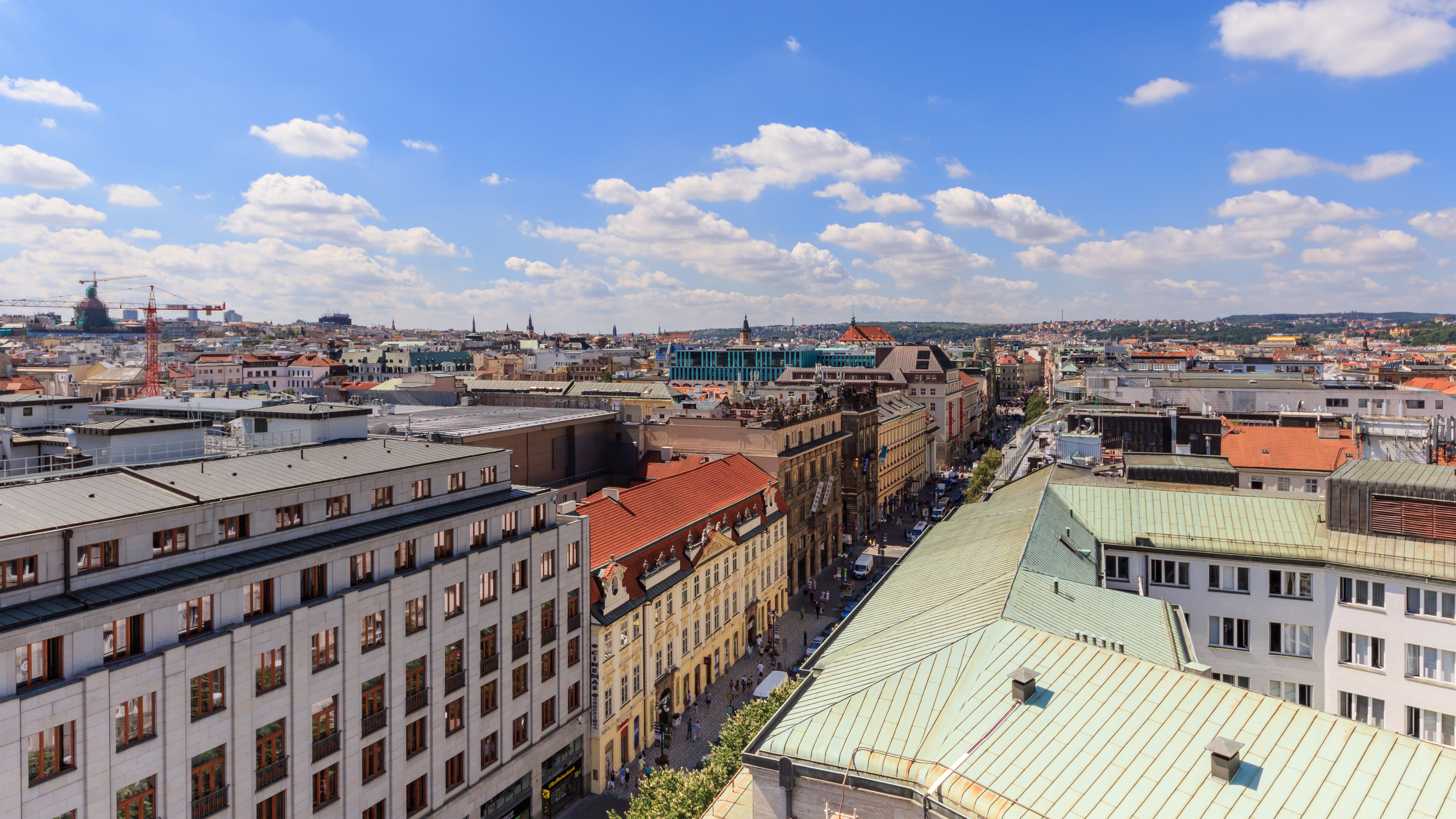

护城河街（又译纳普日科佩街，Na Příkopě）是捷克首都布拉格市中心的一条街道，连接瓦茨拉夫广场和共和国广场。它将布拉格老城和布拉格新城分开，开辟于14世纪。街上有不少代表性建筑，包括捷克国家银行总部，古老的宫殿和豪华的商店。 
50°5′8″N 14°25′32.5″E / 50.08556°N 14.425694°E